# Ledsageart
Enhver planteart har samspil med adskillige arter inden for andre organismer, hvad enten disse tilknyttede organismer lever af plantens blade, bark, ved, saft, nektar eller pollen, eller de blot lever på specielle dele af plantens overflade, for eksempel på gammel bark. De tilknyttede arter kan kaldes plantens ledsagearter. Store træer er så sammensatte og længelevende skabninger, at de kan have tusindvis af forskellige ledsagearter.
En hjemmehørende planteart har typisk en meget lang forhistorie med konstant lokal tilstedeværelse. Det betyder, at ledsagearter inden for insekter og andre hvirvelløse smådyr samt svampe og laver har haft så meget større mulighed for at indfinde sig. Ledsagearter er knyttet til et begrænset udvalg af værtsplanter, og nogle af de specialiserede arter kan kun leve på én bestemt værtsplanteart. Derfor er der stor forskel på, hvor mange arter af lav der gror på barken af forskellige træarter, hvor mange forskellige svampe der indfinder sig, hvor mange forskellige svirrefluer der besøger blomsterne, og hvor mange billearter, der æder af de døde dele.

## Forskning
Der laves meget lidt forskning i ledsagearter. En af de få undersøgelser af forskelle i antal arter tilknyttet forskellige træer tog udgangspunkt i Sverige og Storbritannien, og resultaterne ses forneden i tabellen. Værdierne er ikke det samlede antal insektarter, der ledsager træerne, men inden for bestemte grupper af sommerfugle og biller. Forskellene giver en indikation af hhv. artsrigdom eller -fattighed (også kaldet biodiversitet). Gennemsnitsværdierne kan tages som et tilnærmet udtryk for, hvad vi kunne forvente i Danmark.
| Trægruppe               | Sverige | Storbritannien | Gennemsnit |
| ----------------------- | ------- | -------------- | ---------- |
| Pil                     | 198     | 224            | 211        |
| Birk                    | 177     | 213            | 195        |
| Eg                      | 146     | 237            | 192        |
| Slåen                   | 90      | 103            | 97         |
| Poppel (inkl. Bævreasp) | 114     | 78             | 96         |
| Alm. Hvidtjørn          | 54      | 131            | 93         |
| Skovfyr                 | 90      | 73             | 82         |
| Vildæble                | 63      | 72             | 82         |
| Rød-El                  | 63      | 68             | 66         |
| Rødgran                 | 93      | 27             | 60         |
| Elm                     | 46      | 69             | 58         |
| Bøg                     | 46      | 57             | 52         |
| Hassel                  | 34      | 55             | 45         |
| Alm. Røn                | 32      | 27             | 30         |
| Lind                    | 31      | 22             | 27         |
| Ask                     | 17      | 29             | 23         |
| Avnbøg                  | 11      | 27             | 19         |

Tabel. Antallet af insektarter knyttet til forskellige typer træer, inden for nogle grupper af sommerfugle og biller.
Af studiet kan man konkludere, at de arter med længst levetid i Nordvesteuropa (fx Pil og Birk) er rigest på insektarter. Derimod er de seneste hjemmehørende arter (fx Ask, Bøg og Avnbøg) mest insektfattige.
I England sammenlignede et andet studie den hjemmehørende art Stilk-Eg med Sten-Eg, som blev indført fra Sydeuropa i 1580. Sten-Egen har angiveligt efter 400 år kun opnået samspil med to insektarter, mens man på stilk-eg registrerede 800 insektarter.